# Supervisory control and data acquisition
SCADA, afkorting van supervisory control and data acquisition, is het verzamelen, doorsturen, verwerken en visualiseren van meet- en regelsignalen van verschillende machines in grote industriële systemen. (Soms ook al eens onterecht distributed control systems (DCS) genoemd.)
Een SCADA-systeem bestaat uit een computer met daarop de SCADA-software. Een SCADA-systeem vergemakkelijkt het uitwisselen van meetgegevens, het zichtbaar maken van gegevens voor de menselijke operator (visualisatie), het beïnvloeden van deze systemen (sturing), en het verwerken van de meetgegevens tot rapporten (gegevensverwerking) of alarmering.

## SCADA-systeem en zijn drie basisfuncties
- Het verstuurt instructies naar fysieke controlesystemen.
- Het biedt informatie over metingen van diverse sensoren.
- Het fungeert als een alarmsysteem wanneer er iets verkeerd gebeurt in het fysieke proces.[1]

## Communicatie

### Communicatie naar proces
De software leest en schrijft gegevens van en naar een besturingseenheid (bijvoorbeeld een PLC). Dit lezen en schrijven van data kan over vele soorten communicatiemiddelen gaan, zoals ethernet, RS232 en RS485. Vaak koopt men een licentie voor de software op basis van hoeveel data er heen en weer gestuurd moet worden. In de software moet men iedere variabele (vaak tag genoemd) aanmaken en voor het aantal tags moet een licentie worden gekocht.

### Communicatie
Naast communicatie met een programmable logic controller (PLC) kan vaak ook gecommuniceerd worden door gegevens zoals productietotalen, rapporten en alarmen naar een database of rekenblad te sturen. Tevens kan er naar het SCADA-systeem gecommuniceerd worden zoals te produceren hoeveelheden en recepten. Dit communiceren kan via methoden zoals OPC, ODBC, e-mail en csv-bestanden.

## Visualisatie
Een SCADA-systeem bevat meestal ook een gebruikersinterface, waar de zogenaamde bestuurder de machine of delen er van aan of uit kan schakelen of snelheden kan veranderen. Naast besturen kan de operator ook van eventuele alarmen op de hoogte worden gebracht. Dit gebeurt als een te volgen systeem of parameter, ondanks de automatische regelingen, buiten zijn gedefinieerde toegestane ruimte komt. De operator kan dan via de SCADA ingrijpen om het proces te stabiliseren en te regelen.

### Grafieken
Een SCADA systeem bevat meestal ook een trending-module. Hiermee wordt de geschiedenis van bepaalde variabelen bijgehouden en in een grafiek weergegeven. Hierdoor kan een operator het proces beter in de gaten houden en na een storing beter terug zoeken wat er mis is gegaan.

## Cybersecurity
De procesbesturing vindt plaats door geautomatiseerde systemen. Doordat steeds meer gebruik wordt gemaakt van generieke ICT-middelen worden ook de standaard ICT-problemen in de procesautomatisering geïntroduceerd. Bijvoorbeeld door het gebruik van verouderde besturingssystemen, communicatie via internet en onzorgvuldig wachtwoordbeheer. Ook krijgen hackers steeds meer belangstelling voor het inbreken op processystemen, zoals geïllustreerd wordt door de aanval met Stuxnet.
Om te voorkomen dat andere computersystemen de werking van de processen frustreren en vice versa, is het noodzakelijk om een vorm van scheiding tussen de procesbesturing en andere informatiesystemen aan te brengen. Dit principe heet in dit verband cybersecurity. In de wereld van de informatiebeveiliging wordt het als domeinscheiding onderkend: het scheiden van netwerken door toepassing van onder meer VLAN-firewalls en DMZ's.

## Gebruik
SCADA systemen worden  onder andere ingezet voor:
- verkeersregeling;
- attracties (bijvoorbeeld Vogel Rok in de Efteling);
- chemische industrie;
- papierfabrieken;
- sluizen, gemalen en bruggen;
- parkeergarages
- aansturing van productielijnen, bijvoorbeeld in manufacturing execution systems (MES);
- supervisie en regeling van windturbines;
- gebouwbeheersysteem voor beheersing van de werktuigbouwkundige en elektrotechnische installaties.